# Epipactis troodi
Epipactis troodi är en orkidéart som beskrevs av Harald Lindberg. Epipactis troodi ingår i släktet knipprötter, och familjen orkidéer. Inga underarter finns listade i Catalogue of Life.